# Introduzione all'archeologia classica come storia dell'arte antica
Introduzione all'archeologia classica come storia dell'arte antica, conosciuto semplicemente come Introduzione all'archeologia, è un volumetto scritto da Ranuccio Bianchi Bandinelli e pubblicato nel 1976 da Editori Laterza.
Si tratta di un testo base per lo studio dell'archeologia, con trattazione sistematica della storia e dei problemi legati a questa disciplina.

## Struttura del libro
Il volume si articola, dopo alcune pagine di note dell'autore e di prefazione, in sette capitoli, con appendice di immagini.
1. Premessa
2. Winckelmann
3. L'archeologia filologica
4. Le fonti letterarie
5. Le scoperte e le grandi imprese di scavo
6. Ricerche teoriche e storicismo agli albori del Novecento
7. Problemi di metodo

Nella premessa, Bianchi Bandinelli fa un breve riassunto della storia dell'archeologia moderna: essa, nata come studio erudito, se ne distacca grazie all'opera di Johann Joachim Winckelmann nella seconda metà del XVIII secolo, attraversa la fase filologica e la susseguente reazione rappresentata dagli studi storico artistici che rigettano le fonti, per giungere al filone dell'archeologia storica nel senso più generico del termine. Inoltre l'autore affronta il tema del rapporto tra l'archeologia e la cultura attuale, che con difficoltà cerca ancora di staccarsi dall'ideale romantico del Winckelmann.
In seguito, l'autore passa ad altre tematiche come approfondimento dell'opera di Winckelmann, che viene considerato il padre dell'archeologia moderna. Pur tra i molti equivoci, la sua Storia delle arti del disegno presso gli antichi del 1764, rappresenta infatti il primo tentativo di uno studio volto alla ricerca estetica.

## Edizioni
- Ranuccio Bianchi Bandinelli, Introduzione all'archeologia classica come storia dell'arte antica, a cura di Luisa Franchi Dell'Orto, Collana Universale Laterza, 23ª ed., Bari, Editori Laterza, 2005, ISBN 8842009563.